# Cyprès de l'Atlas
Tetraclinis articulata
Pour les articles homonymes, voir Cyprès (homonymie).
Espèce
Classification phylogénétique
Statut de conservation UICN

 LC  : Préoccupation mineure

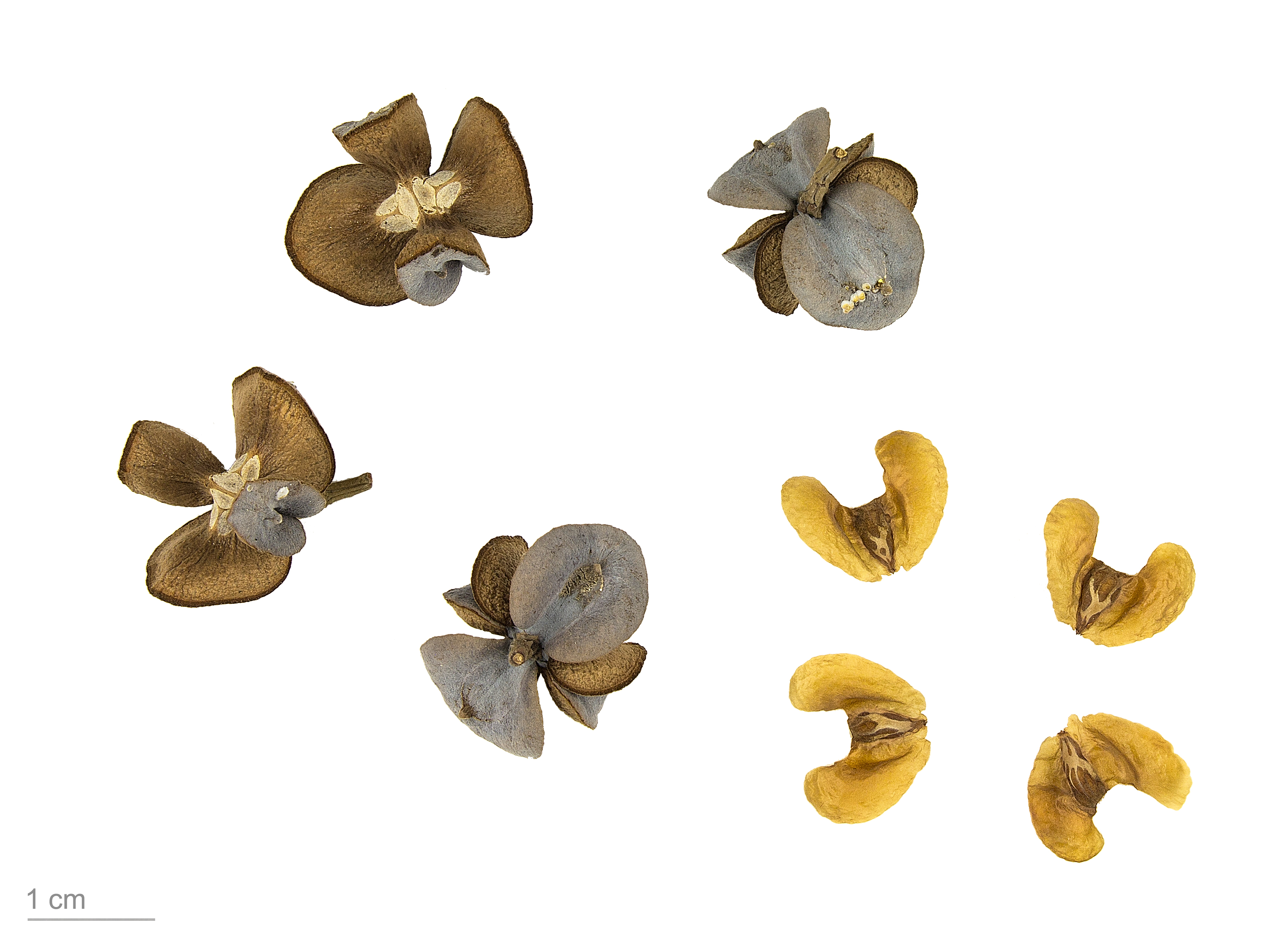
Tetraclinis articulata - Muséum de Toulouse

Tetraclinis articulataLe, le cyprès de l’Atlas ou thuya de Barbarie ou thuya de Berbérie, est une espèce de plantes à fleurs de la famille des Cupressacées. Il s'agit d'un arbre résineux originaire de l'Afrique du Nord et du sud de l'Europe. Le genre Tetraclinis ne contient que l'espèce Tetraclinis articulata.

## Description

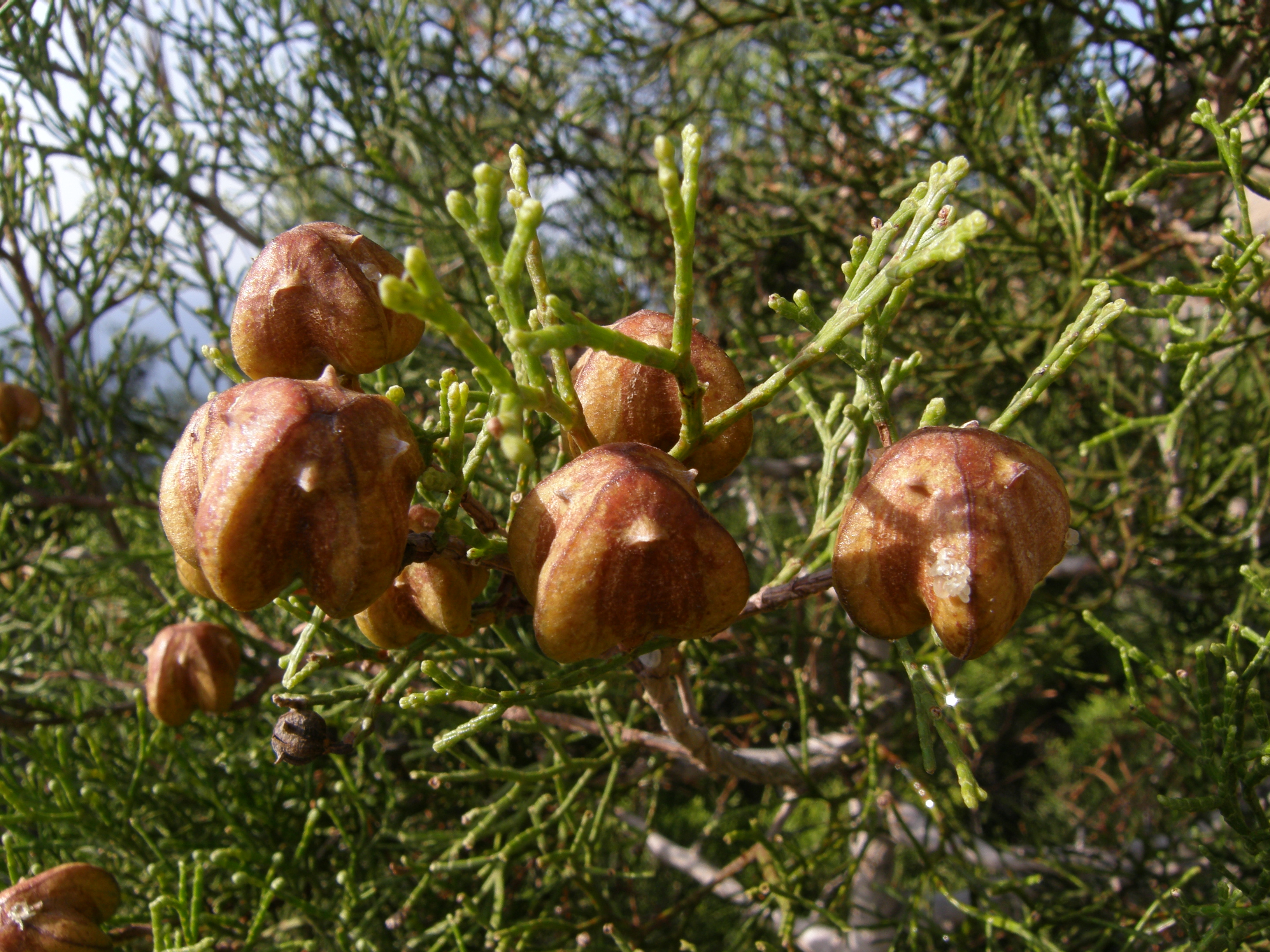
Tetraclinis cones at Al Hoceima National Park

Tetraclinis articulata est un petit arbre résineux à feuilles persistantes. Sa croissance  est lente et il mesure de 6 à 15 m (rarement 20 m) de haut, son tronc est d'un diamètre de 0,5 m (rarement 1 m). Il émet souvent deux troncs ou plus à partir de la base. Le feuillage se présente sous forme de gerbes ouvertes avec des feuilles en forme d'écailles. Les feuilles sont disposées en paires décussées opposées, les paires successives étant rapprochées puis éloignées les unes des autres, formant ainsi des verticilles apparents de quatre. Les cônes mesurent 10-15 mm de long, sont verts et mûrissent en brun environ 8 mois après la pollinisation et ont quatre écailles épaisses disposées en deux paires opposées. Les graines mesurent 5-7& mm de long et 2& mm de large, avec une aile papyracée de 3-4 mm de large de chaque côté,.
C'est l'un des rares conifères capable de former des taillis, de repousser à partir de souches, adaptation qui lui permet de survivre aux incendies de forêt et aux niveaux modérés d'abroutissement par les animaux. Les vieux arbres qui ont repoussé à plusieurs reprises sur une longue période forment à la base de gros troncs, appelés « loupe »  ou « lupias ».

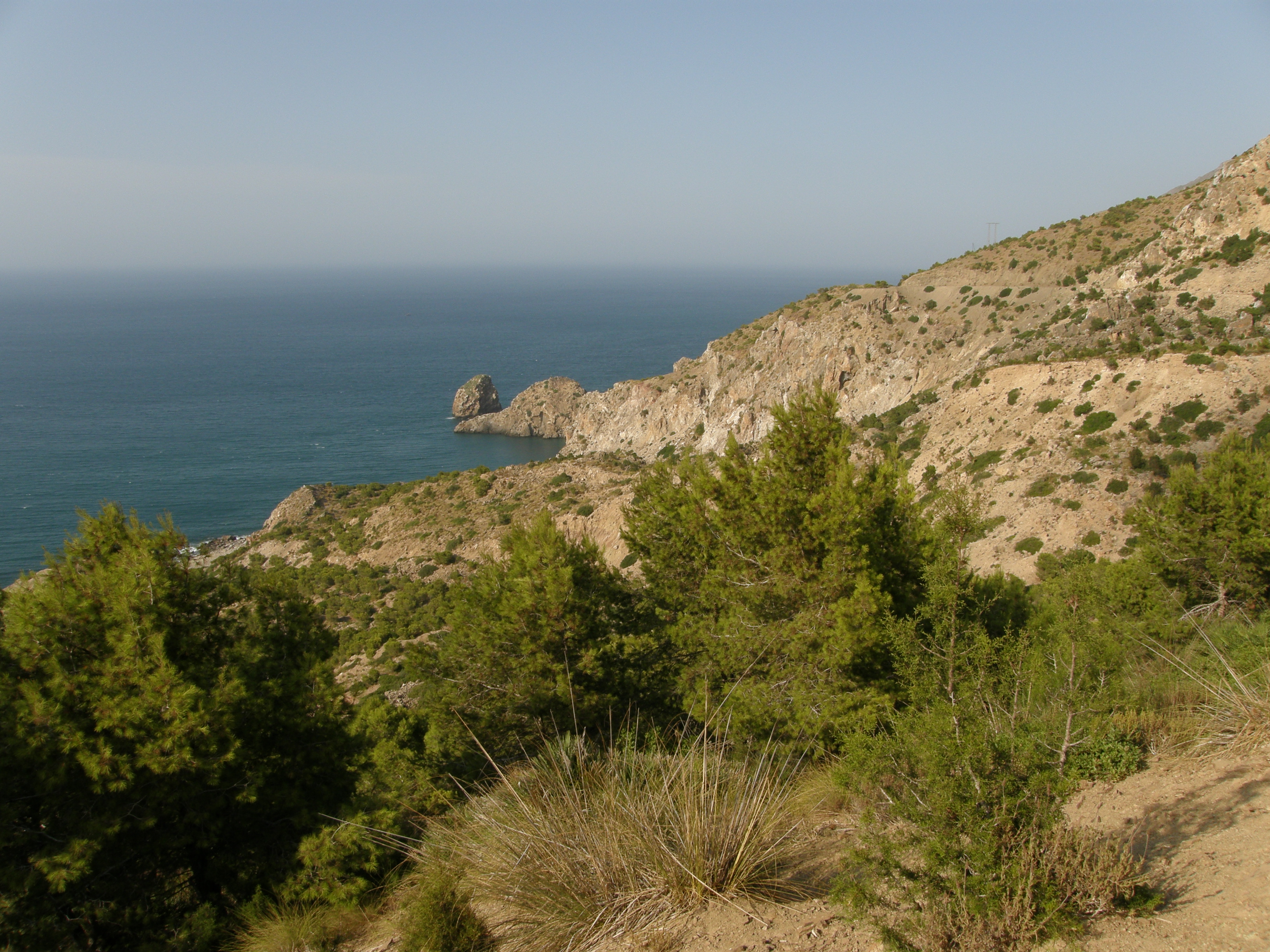
Tetraclinis forest at Al Hoceima National Park

## Répartition et habitat
Il est originaire du nord-ouest de l'Afrique, dans les montagnes de l'Atlas du Maroc, de l'Algérie et de la Tunisie, avec deux petites populations isolées à Malte et près de Carthagène, en Espagne, dans le sud-est de l'Espagne, en Europe. Il pousse à des altitudes relativement basses dans un climat méditerranéen chaud et sec. Il est endemique de l'ouest de la région méditerranéenne.

## Taxonomie
Ses plus proches parents sont Platycladus, Microbiota, et Calocedrus, avec la plus grande ressemblance avec ce dernier. Dans les textes plus anciens, il était parfois traité dans Thuja ou Callitris, mais il est moins étroitement lié à ces genres.

### Autres dénominations
Tetraclinis articulata est aussi dénommé arar araar ou Sictus tree), sandarac, sandarac tree ou Barbary thuja.

## Utilisations
Le cyprès de l'Atlas est utilisé comme arbre d'ornement, mais aussi pour son bois er la préparation de la sandaraque, résine végétale qui en est extraite.

### Utilisation en médicinale
C'est également une plante médicinale riche en huiles essentielles qui contient du camphre, du cédrol, du bornéol et de l'acétate de bornyle.

### Utilisation en papeterie
La valorisation de la biomasse de thuya, et en particulier de son bois peut être envisagée par la filière papetière par le biais d'une cuisson soude en présence d'anthraquinone (AQ).
Le bois jeune de thuya (20 ans) se délignifie bien à l'aide d'une cuisson soude-anthraquinone dans les conditions habituellement appliquées aux résineux avec un temps total de cuisson de 145 min et une température de palier de 165 °C.
Le rendement brut obtenu est égal à 43,3 % avec un indice Kappa de 33,6. Dans les mêmes conditions de cuisson, le bois âgé (60 ans) peut être lessivé mais se délignifie moins facilement.

### Utilisation en ébénisterie
Le bois est utilisé pour des meubles simples. Les nœuds de la racine servent ordinairement à faire les tables. Dans l'Antiquité, les tables faites en bois de thuya avaient une grande réputation et valaient très cher.
C'est l'« arbre national » de Malte, où il est connu sous le nom de għargħar (dérivé de l'arabe عَرْعَر ʿarʿar). Il est désormais utilisé localement dans des projets de boisement.
La résine, appelée sandaraque, est utilisée pour fabriquer des vernis et des laques ; elle est particulièrement appréciée pour préserver les peintures.
Le bois, appelé « bois de thuya », ou « citron wood » est historiquement aussi connu sous le nom de « bois de thyine ». Il est utilisé pour la menuiserie décorative, en particulier le bois provenant des loupes à la base du tronc. Ce bois est utilisé ainsi depuis l'antiquité (grec ancien : θύον, latin : citrus), et était utilisé pour fabriquer des meubles de valeur à l'époque de l'Empire romain.Le marché marocain n'est pas durable, puisqu'il se concentre sur la loupe, ce qui a entraîné une déforestation massive de l'espèce. L'espèce est également menacée par le surpâturage, qui peut tuer les repousses de taillis avant qu'elles ne soient suffisamment hautes pour être hors de portée du bétail.

### Culture
L'espèce est cultivée comme arbre ornemental, appréciée dans les climats chauds et secs. Elle est également taillée en forme de haie (barrière), pour l'intimité et la sécurité. Elle est également taillée en forme de haie, pour la protection de la vie privée et la sécurité. La plante peut être formée pour être utilisée comme spécimen de bonsaï.

## Fossiles
Pour une espèce apparentée, Tetraclinis salicornioides, des fossiles de feuilles et de cônes datant du Messinien (environ 5,7 Ma) ont été découverts à Monte Tondo et à Borgo Tossignano, dans le nord des Apennins, en Italie.

## Galerie

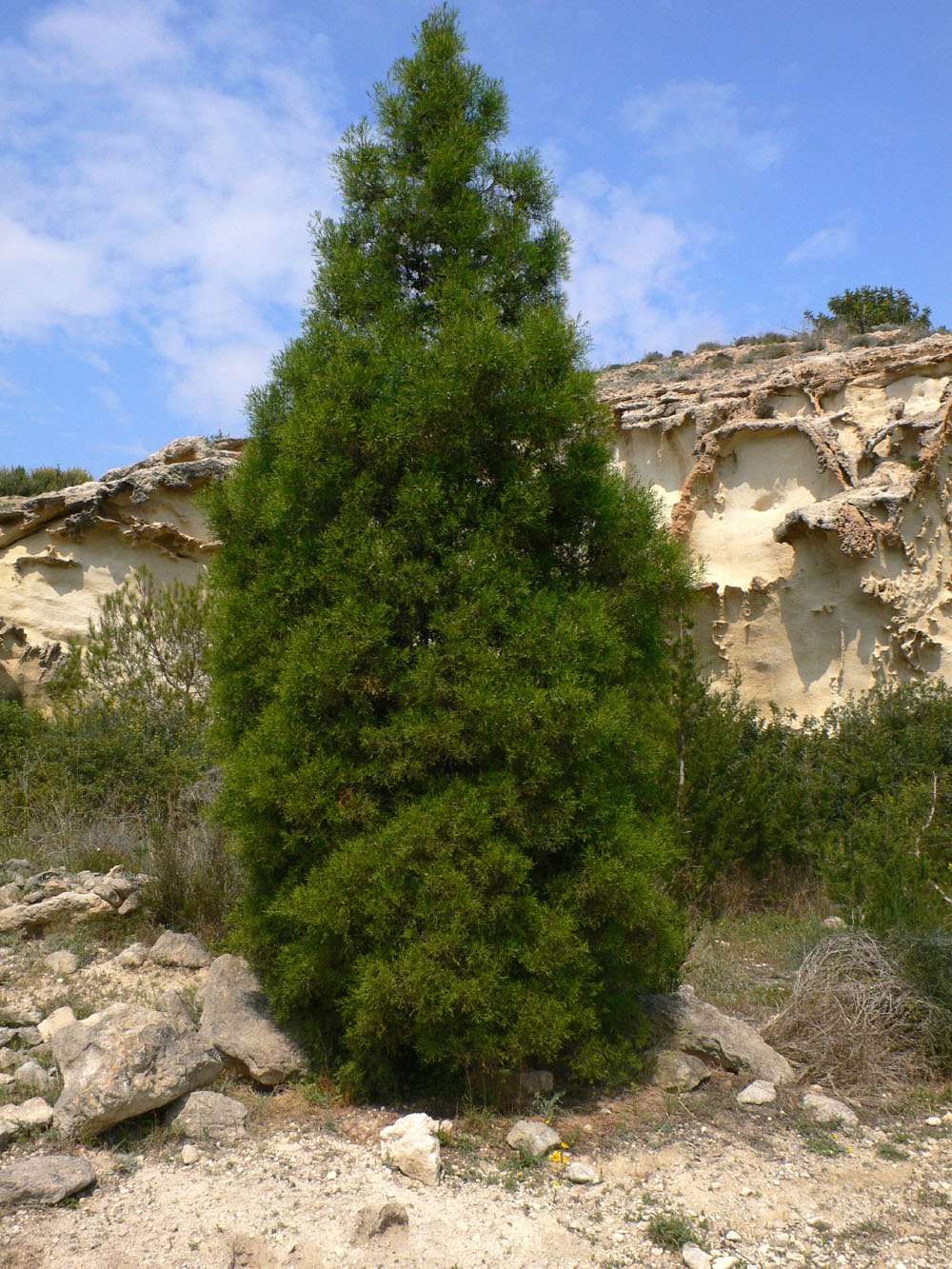
Tetraclinis articulata dans les montagnes espagnoles
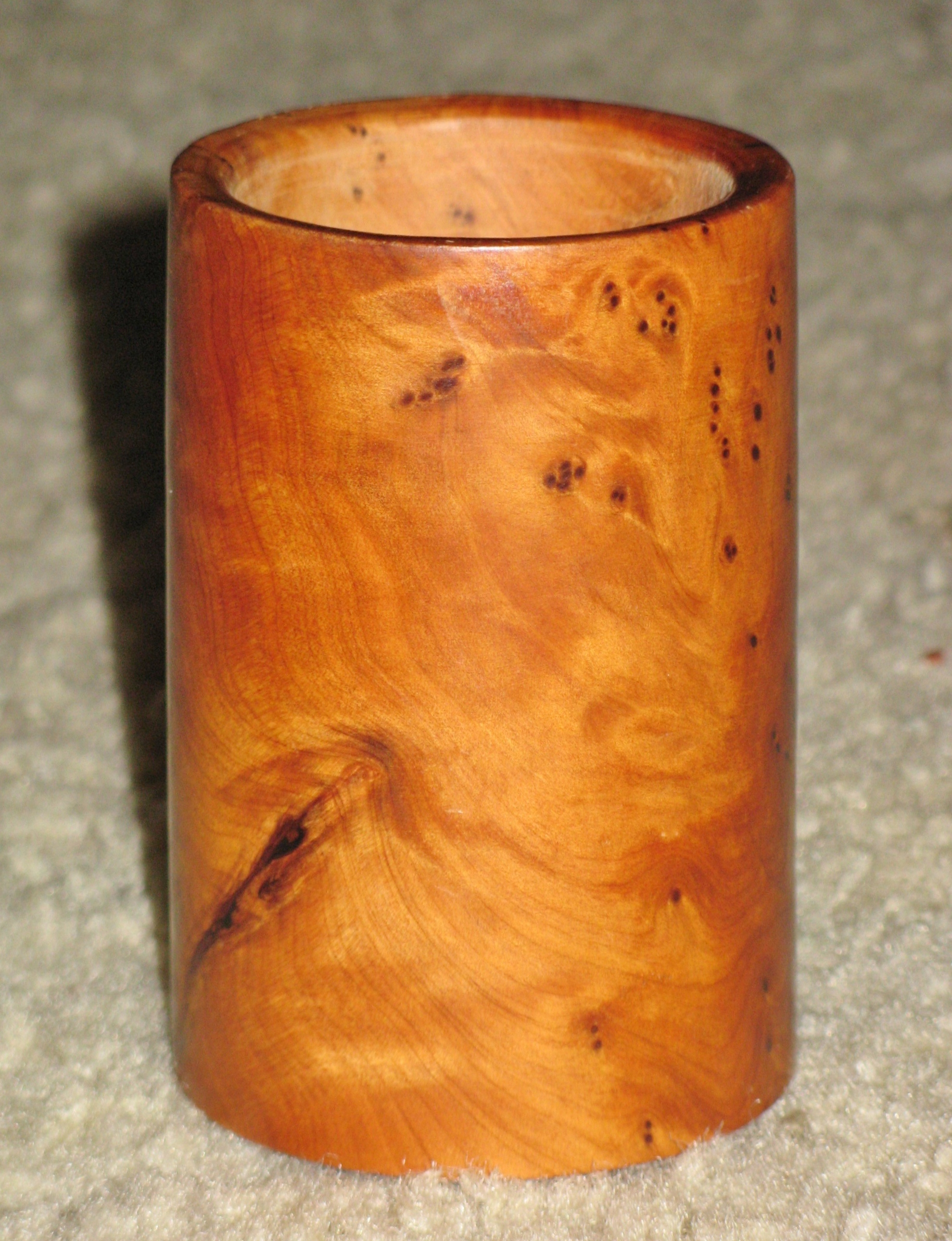
Coupe en loupe de racine de la région d'Essaouira au Maroc
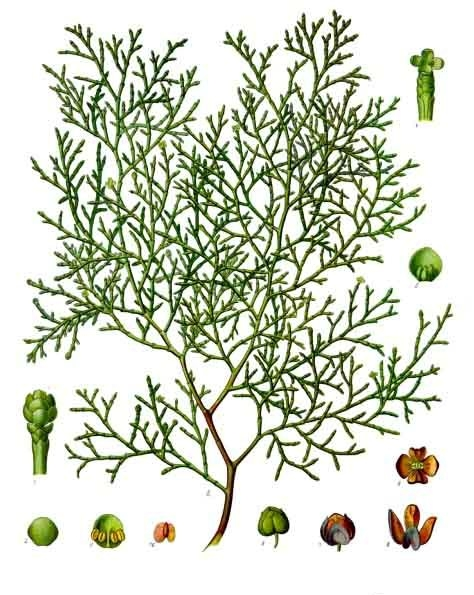
Illustration de Koehler's Medicinal-Plants (1887)
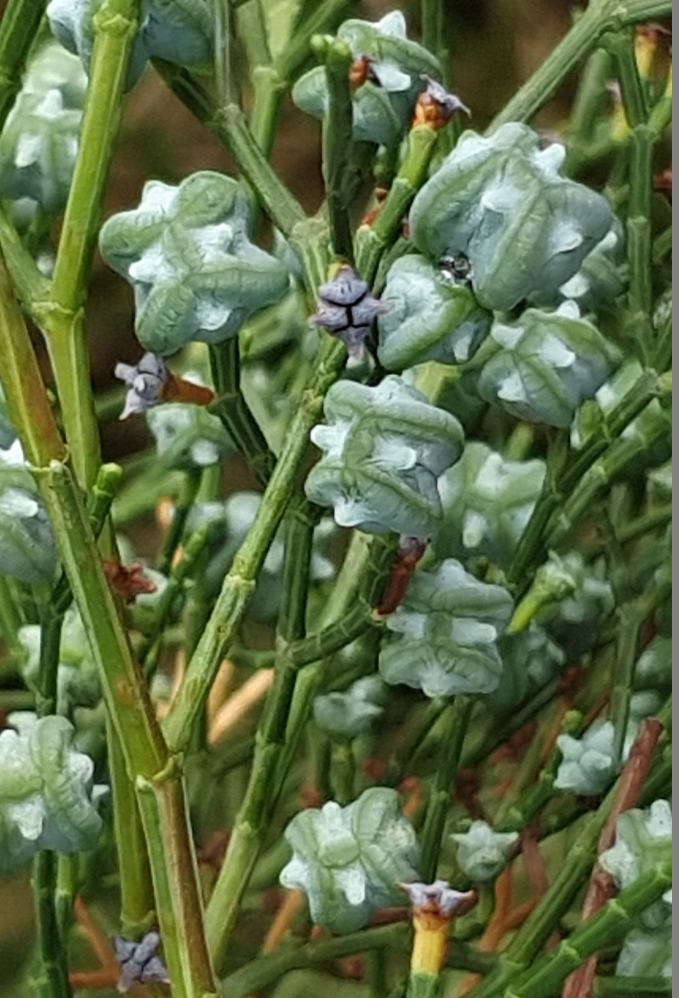
Jeunes fruits de Tetraclinis articulata